# 西山松之助
西山 松之助（にしやま まつのすけ、1912年6月28日 - 2012年1月8日）は、日本の歴史学者。東京教育大学名誉教授。弟子に歴史学者の竹内誠がいる。

## 経歴
1912年、兵庫県赤穂市有年村で生まれた。1932年に姫路師範学校を卒業し、東京高等師範学校に進んだ。1937年に高等師範学校を卒業し、東京文理科大学史学科に入学。国史学を専攻し、1940年に卒業。在学中の1935年から臨済禅の修業をし、1937年、「蔵雲」の道号を授けた。
卒業後は母校・東京高等師範学校の助手となり、1944年に同助教授、1949年に教授に昇格。1949年5月に新制東京教育大学の発足とともに東京高等師範学校は包摂されることとなったため、1950年より東京教育大学助教授となった。1961年、学位論文『家元の研究』を東京教育大学に提出して文学博士の学位を取得。1964年に教授昇格。1976年に東京教育大学を定年退官し、名誉教授となった。その後は成城大学教授として教鞭をとった。2012年1月8日、老衰で死去した。99歳没。

## 受賞・栄典
- 1985年：勲三等旭日中綬章を受章。
- 1986年：東京都文化賞受賞。
- 1992年：赤穂市名誉市民章[5]。

## 研究内容・業績
専門は近世日本文化史。特に家元制度を実証的に考察した。1966年に芳賀登、竹内誠、宮田登らと「江戸町人研究会」を設立し、主宰した。自らも書画、茶杓作りを趣味とした。

## 家族・親族
- 夫人：古賀フミは染色家[7]。重要無形文化財「佐賀錦」保持者。

## 著作
著書
- 『家元ものがたり』産業経済新聞社, 1956／中公文庫 1976
- 『家元の研究』校倉書房, 1959
- 『市川団十郎 吉川弘文館・人物叢書, 1960、増補新版 1987
- 『現代の家元』弘文堂, 1962
- 『くるわ』至文堂, 1963
- 『江戸と東京 浮世絵散歩』人物往来社, 1964
- 『名人』角川新書, 1965
- 『天下統一 安土桃山・江戸初期』偕成社(少年少女日本の歴史), 1967
- 『士農工商』江戸時代』偕成社(少年少女日本の歴史), 1967
- 『芸の顔』秀英出版, 1969
- 『花 美への行動と日本文化』日本放送出版協会, 1969（NHKブックス）
- 『花 未発の密度』講談社, 1978
- 『原点回帰 日本の心と行動』東京書籍, 1979
- 『芸の世界 その秘伝伝授』講談社, 1980／講談社学術文庫 2024
- 『江戸ッ子』吉川弘文館, 1980、新版 2006
- 『大江戸の文化』日本放送出版協会(新NHK市民大学叢書), 1981
- 『江戸学入門』筑摩書房, 1981
- 『歌舞伎をみる みがかれた芸の新しさ』岩波ジュニア新書, 1981
- 『江戸っ子と江戸文化』小学館, 1982
- 『しぶらの里 宿場町民俗誌』吉川弘文館, 1982
- 『江戸文化誌』岩波書店(岩波セミナーブックス), 1987／岩波現代文庫, 2006
- 『鬼のぬけがら 西山松之助画文集』講談社, 1989
- 『日本の美と伝統』岩波書店, 1989
- 『茶杓百選』淡交社, 1991
- 『甦る江戸文化 人びとの暮らしの中で』日本放送出版協会, 1992
- 『茶杓をつくる』読売新聞社, 1992
- 『江戸庶民の四季』岩波書店(岩波セミナーブックス), 1993／吉川弘文館（読みなおす日本史）, 2023年
- 『大江戸の春』小学館, 1996
- 『ある文人歴史家の軌跡』吉川弘文館, 2000

著作集
- 『西山松之助著作集』全8巻 吉川弘文館, 1982-1985、オンデマンド版 2013

1. 『家元の研究』
2. 『家元制の展開』
3. 『江戸の生活文化』
4. 『近世文化の研究』
5. 『近世風俗と社会』
6. 『芸道と伝統』
7. 『江戸歌舞伎研究』
8. 『花と日本文化』

校注
- 「南方録」立花実山 原編 -『日本思想大系61 近世芸道論』岩波書店, 1971  
新装版『芸の思想・道の思想6 近世芸道論』岩波書店, 1996
  - 『南方録』岩波文庫, 1986／ワイド版岩波文庫, 1995

共著・編著
- 『絶對日本史』若井秀夫共著 研数書院, 1951
- 『江戸町人の研究』全5巻 吉川弘文館, 1973-1978
- 『江戸三百年』全3巻 講談社現代新書, 1975-76

芳賀登・竹内誠・小木新造共著
- 『歴史の視点』中巻 原田伴彦,小木新造共著 日本放送出版協会, 1975
- 『日本史小百科 遊女』近藤出版社, 1979、新版・東京堂出版
- 『江戸学事典』弘文堂, 1984
- 『江戸ことば百話』東京美術, 1989
- 『松本金鶏城の俳句 ある明治俳壇外史』相葉有流共編 永田書房, 1989
- 『江戸町人の研究』第6巻 吉川弘文館, 2006
- 『和菓子づくし』炉編、風炉編 細田安兵衛共著 講談社, 2006

記念論集
- 『江戸の芸能と文化』西山松之助先生古稀記念会 吉川弘文館, 1985
- 『江戸の民衆と社会』西山松之助先生古稀記念会 吉川弘文館, 1985